# Линзанг на Лейтън
Линзанг на Лейтън (Poiana leightoni) е вид бозайник от семейство Виверови (Viverridae).

## Разпространение
Видът е разпространен в Кот д'Ивоар и Либерия.